# Повуа-ди-Варзин
Повуа-ди-Варзин (порт. Póvoa de Varzim; ['pɔvuɐ dɨ vɐɾ'zĩ]) — город в Португалии, центр одноимённого муниципалитета в составе округа Порту. Находится в составе крупной городской агломерации Большой Порту. По старому административному делению входил в провинцию Дору-Литорал. Входит в экономико-статистический субрегион Большой Порту, который входит в Северный регион. Численность населения — 42,4 тыс. жителей (город), 63,5 тыс. жителей (муниципалитет) на 2001 год. Занимает площадь 82,1 км².
Покровителем города считается Дева Мария (порт. Maria).
Праздник города — 29 июня.

## Расположение
Город расположен в 27 км на север от адм. центра округа города Порту.
Муниципалитет граничит:
- на севере — муниципалитет Эшпозенде
- на северо-востоке — муниципалитет Барселуш
- на востоке — муниципалитет Вила-Нова-де-Фамаликан
- на юге — муниципалитет Вила-ду-Конде
- на западе — Атлантический океан

## История
Город основан в 1308 году.

## Состав муниципалитета
В муниципалитет входят следующие районы:
1. А-Вер-у-Мар
2. Агусадора
3. Аморин
4. Арживай
5. Балазар
6. Бейриш
7. Эштела
8. Лаундуш
9. Навайш
10. Повуа-де-Варзин
11. Ратеш
12. Террозу

## Фотогалерея

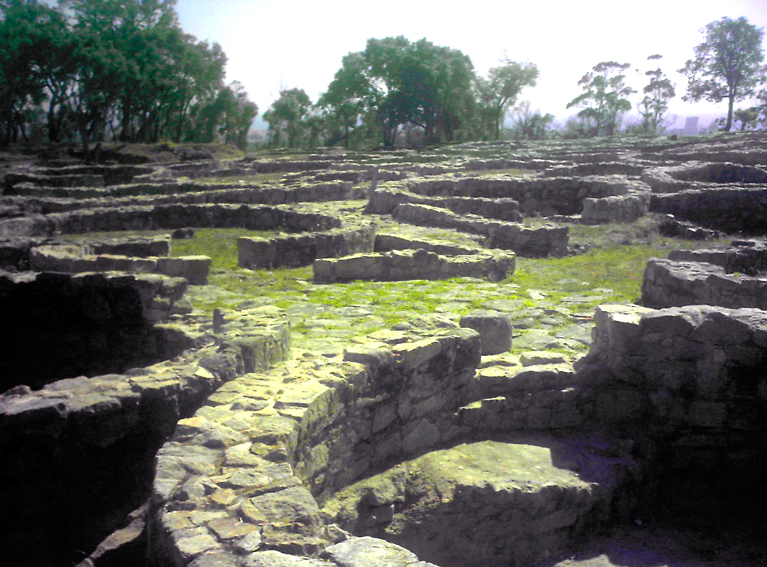
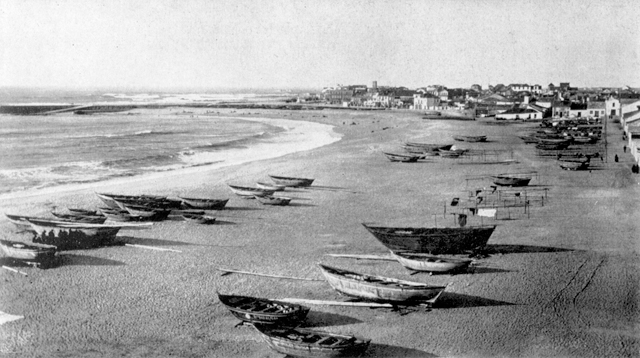
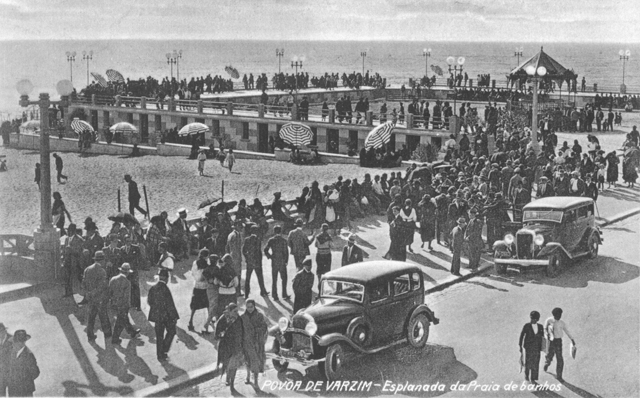
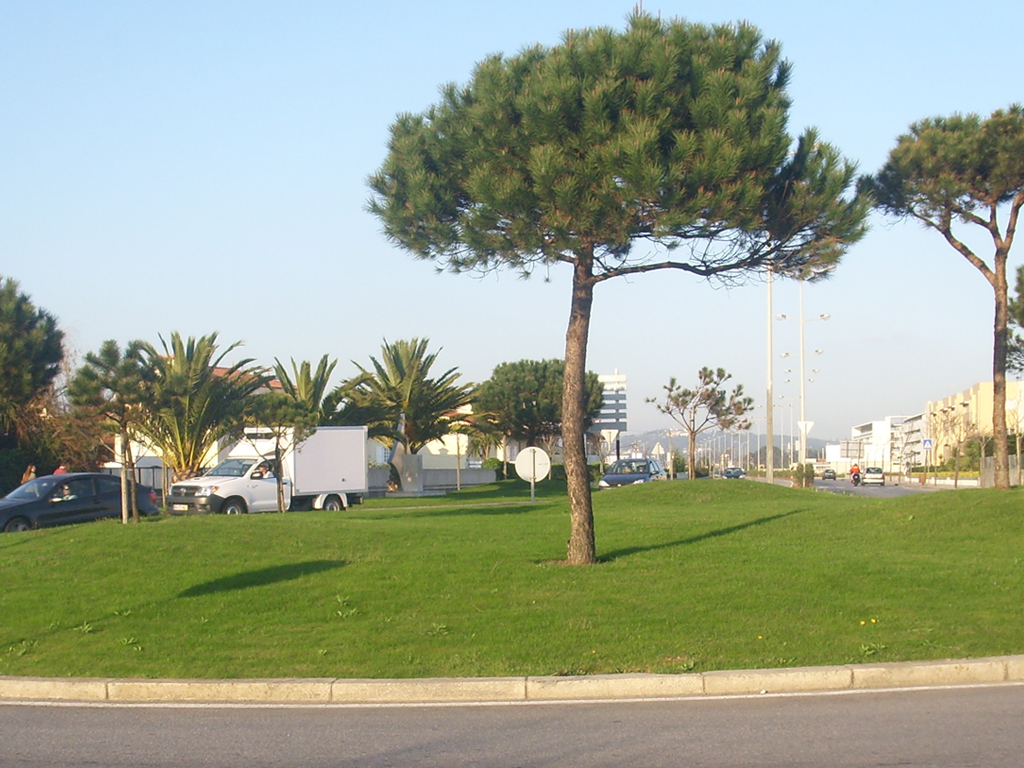
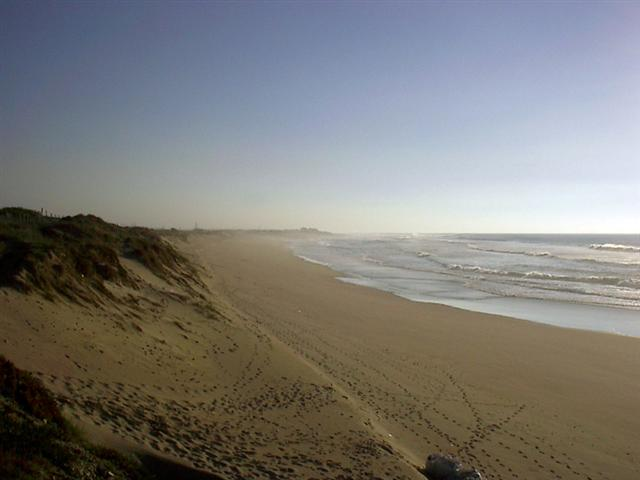
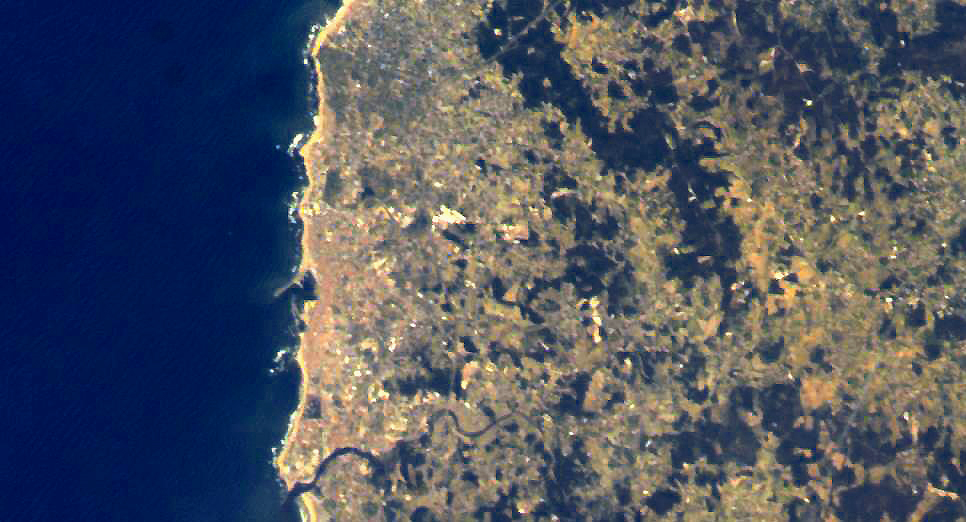
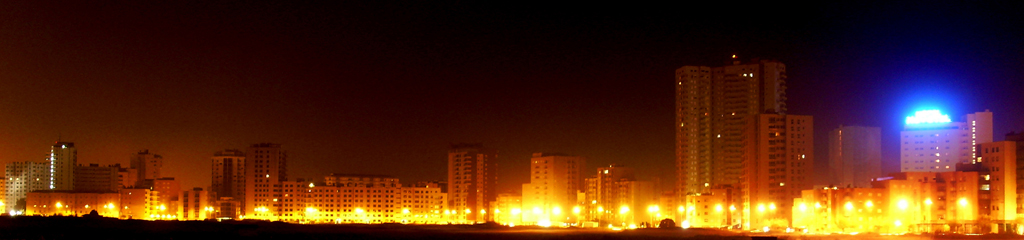
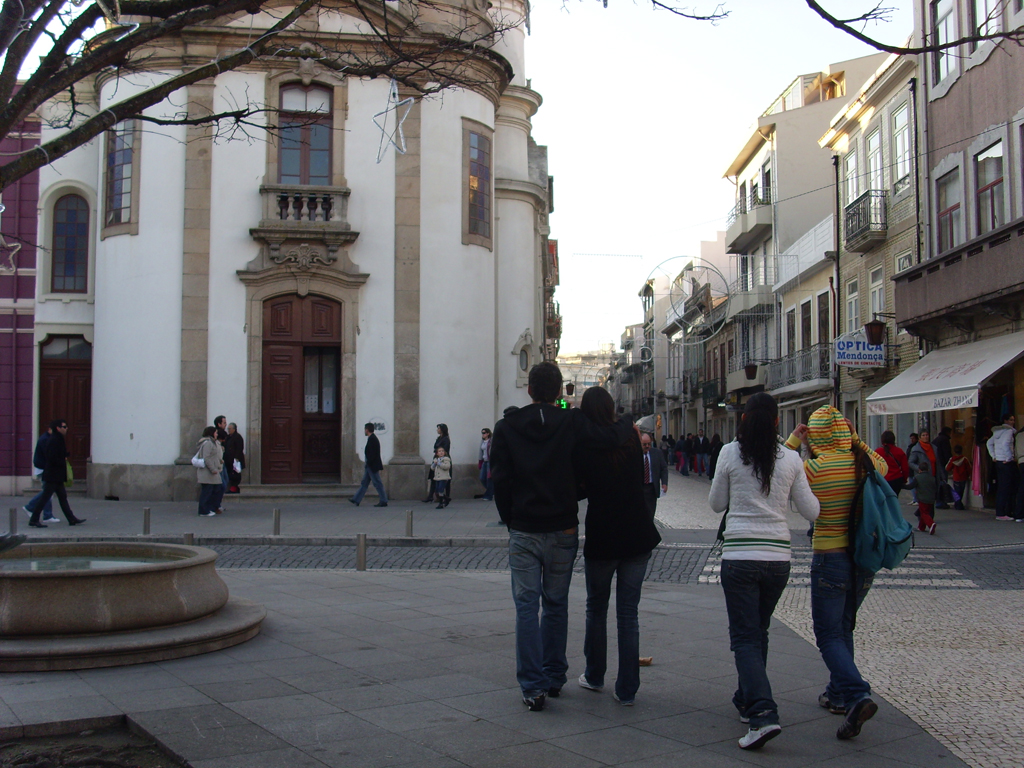
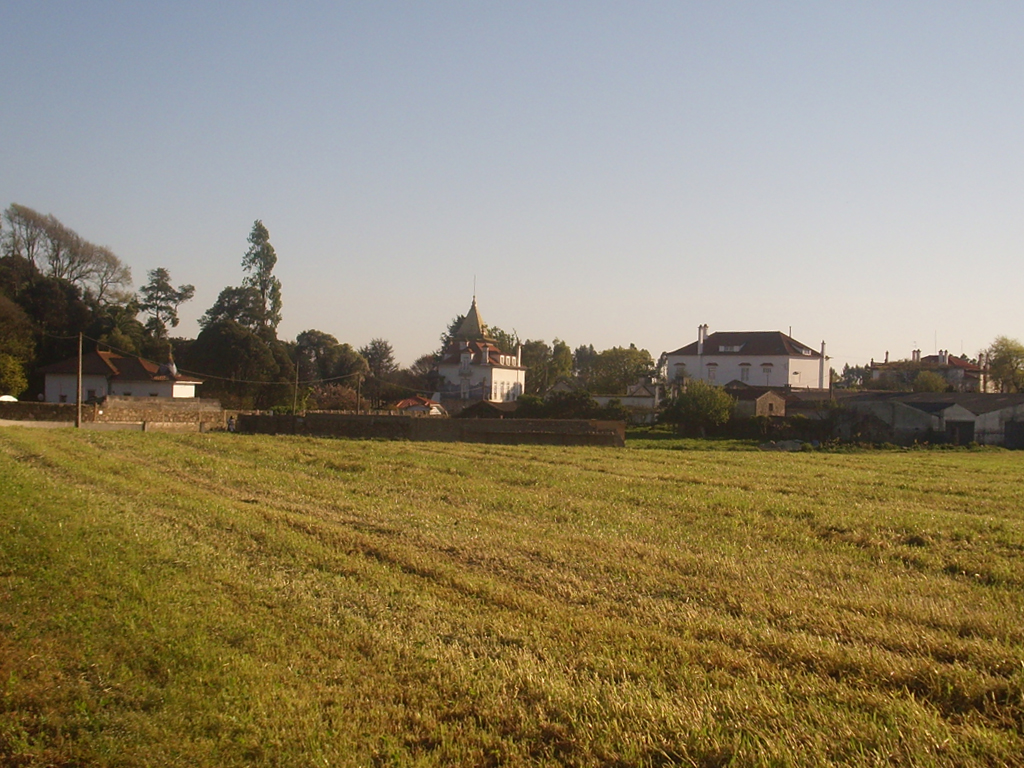
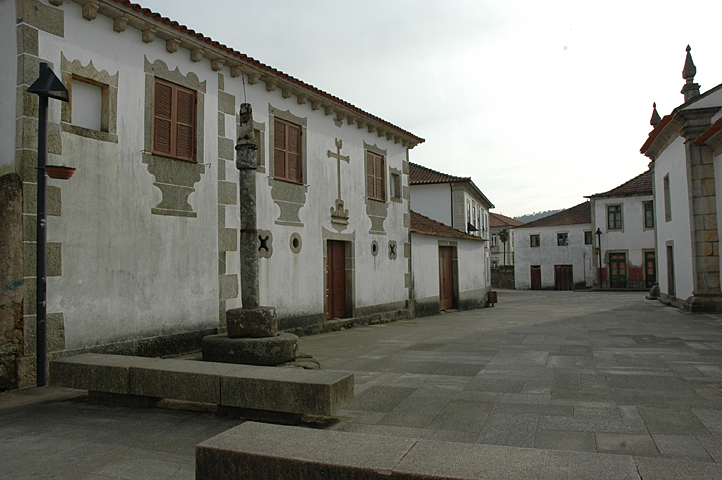
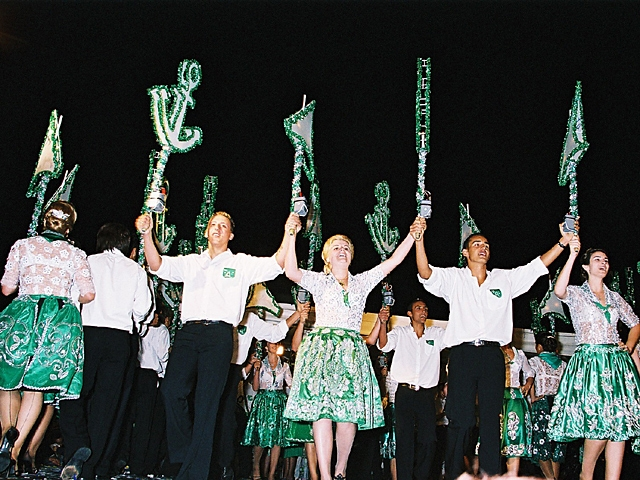
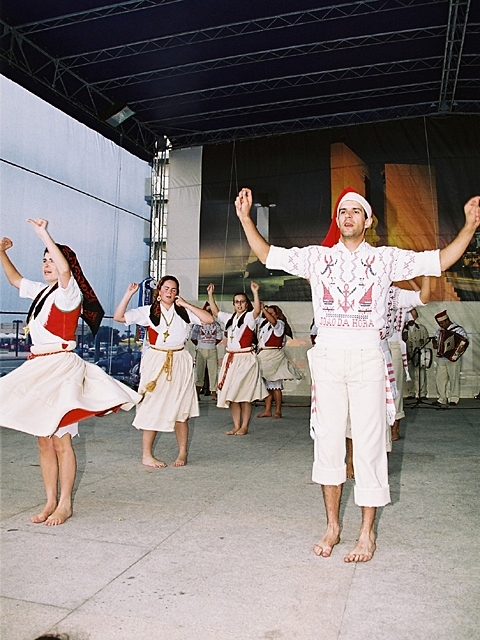
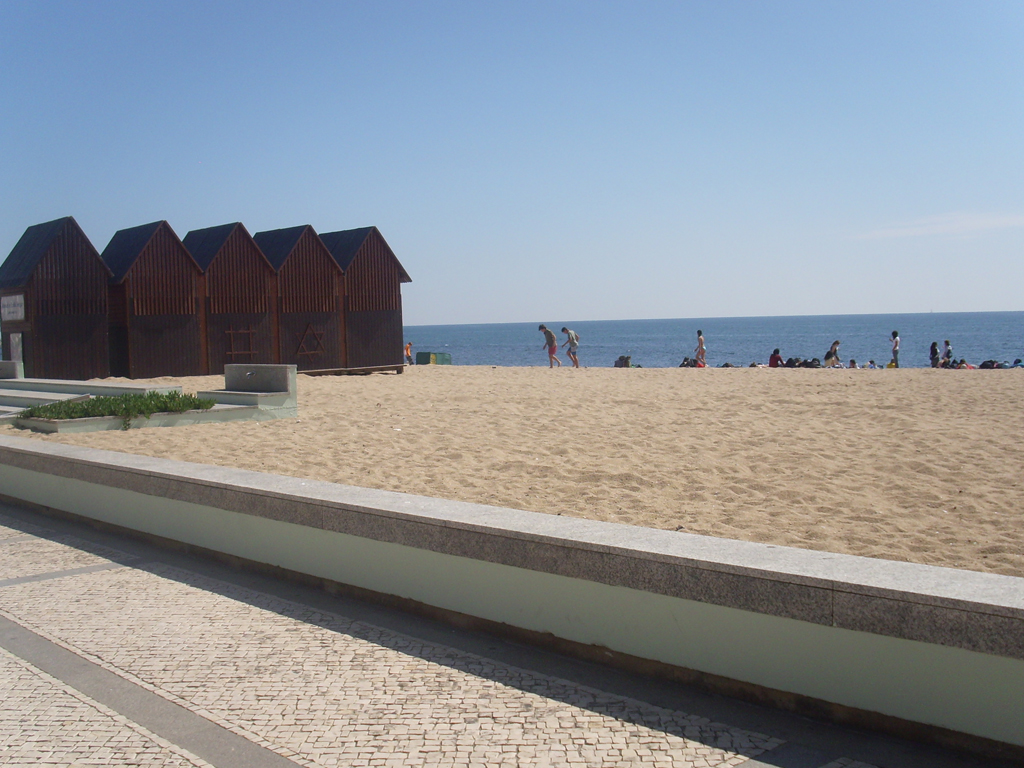
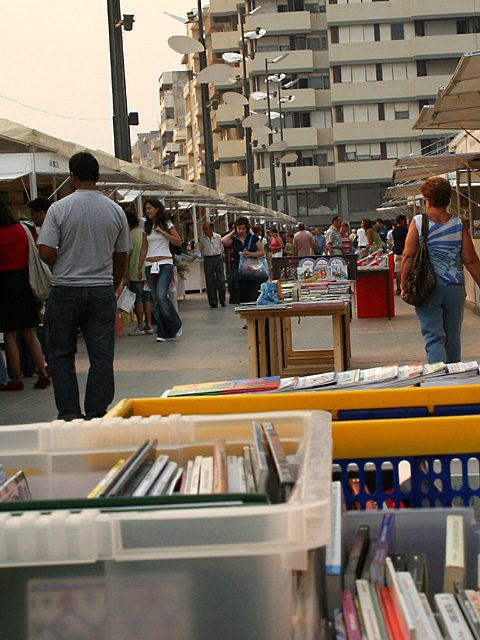
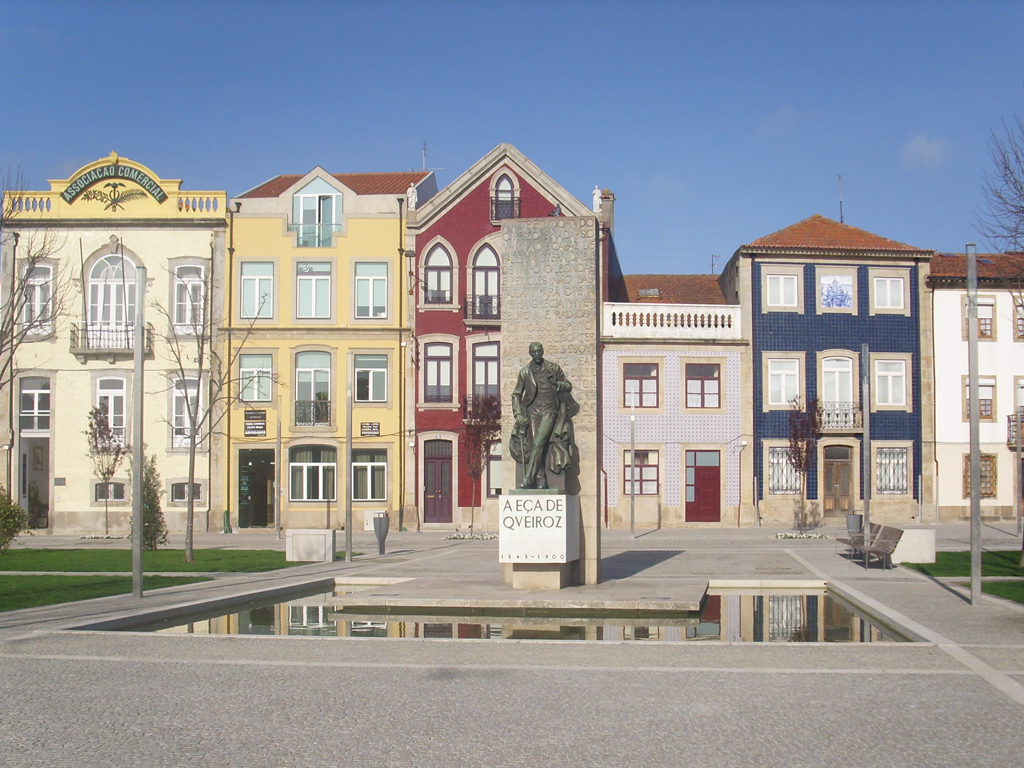
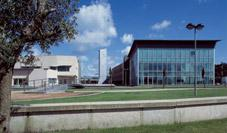
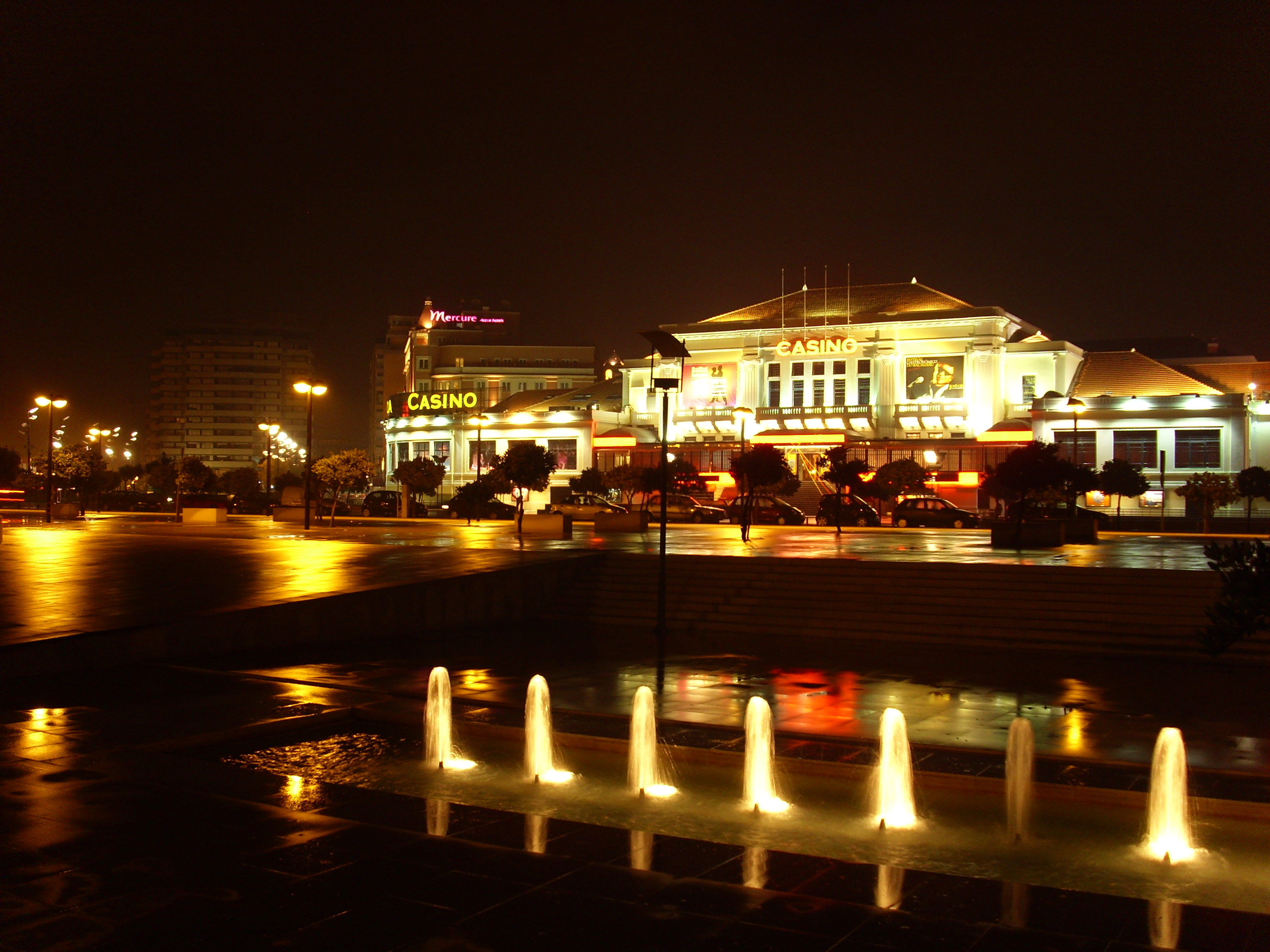
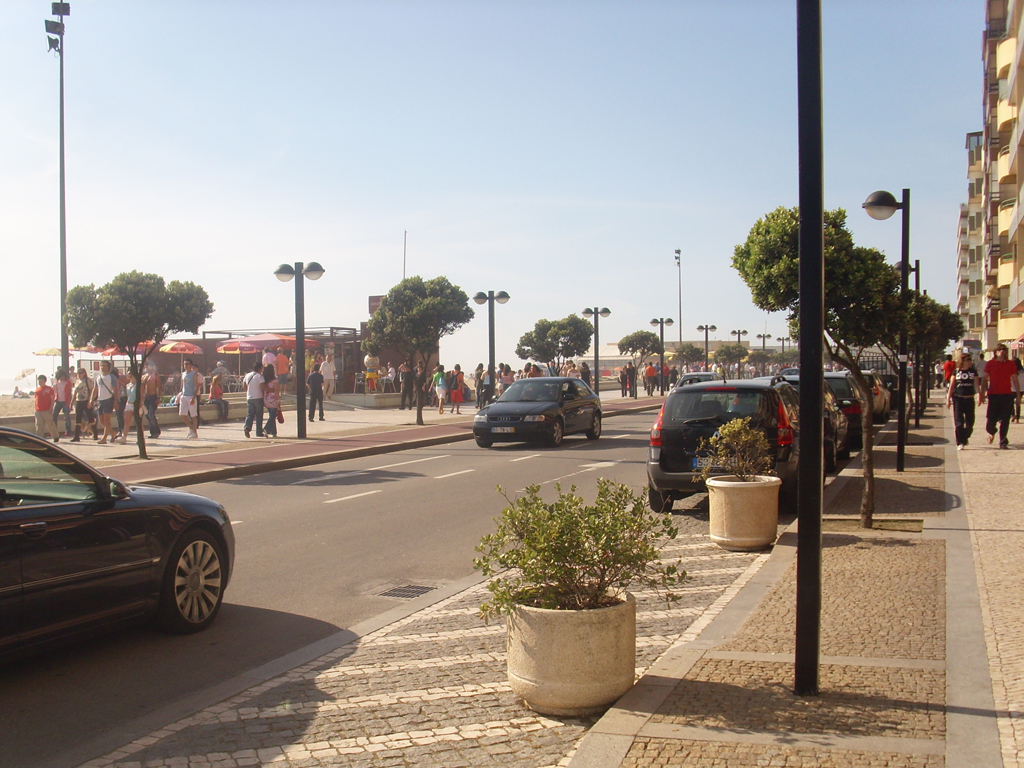
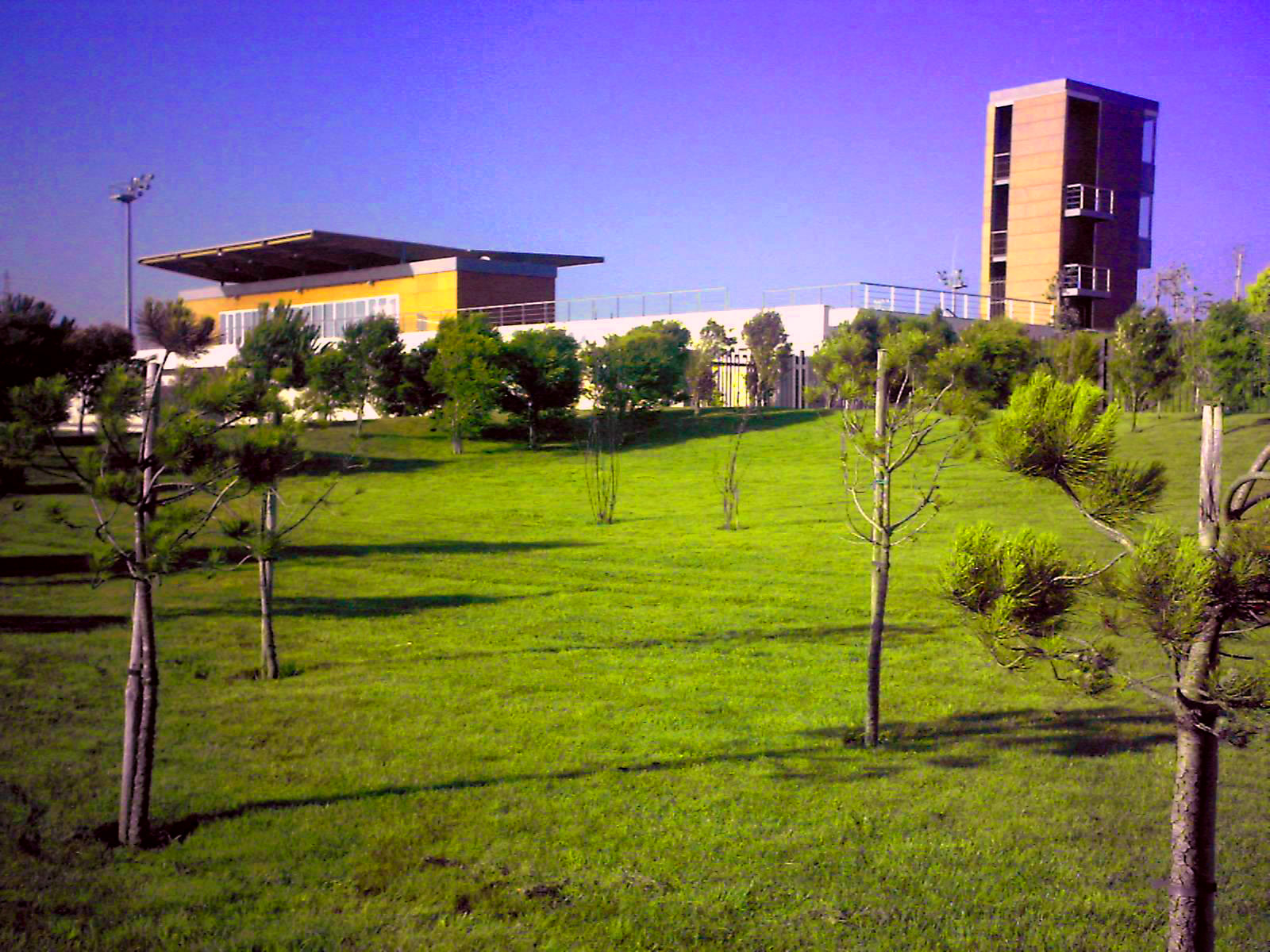
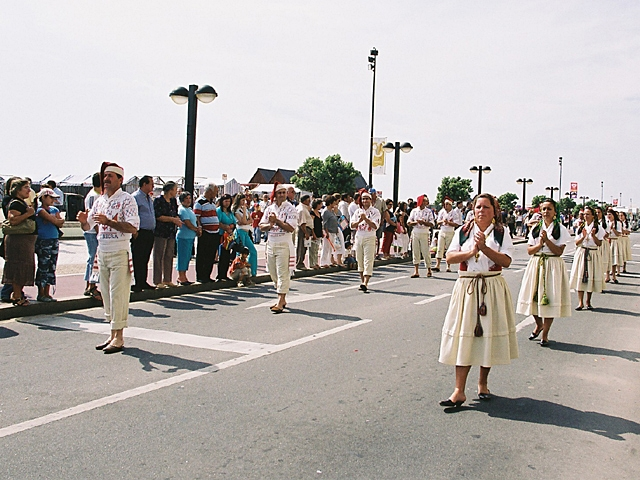
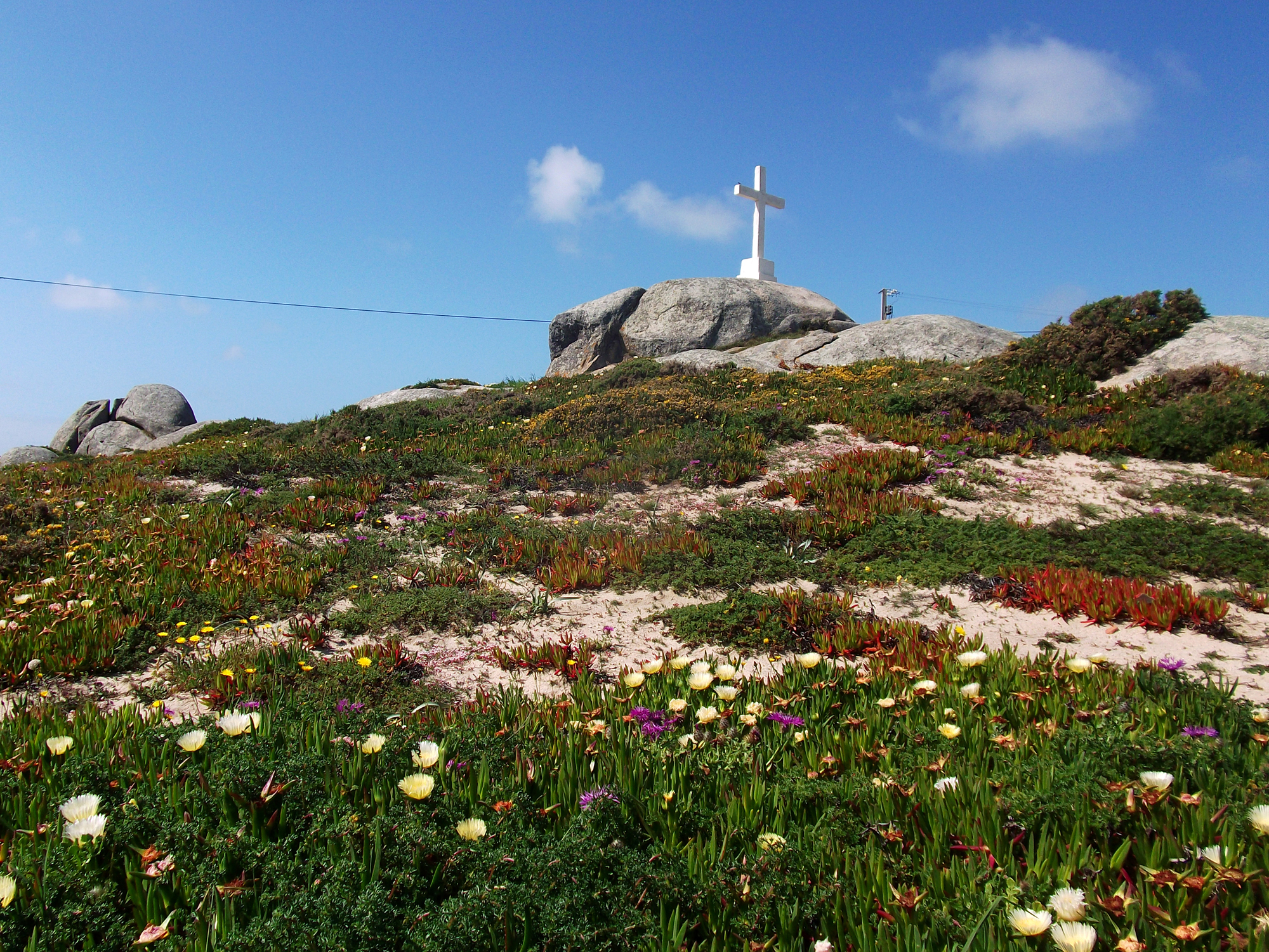
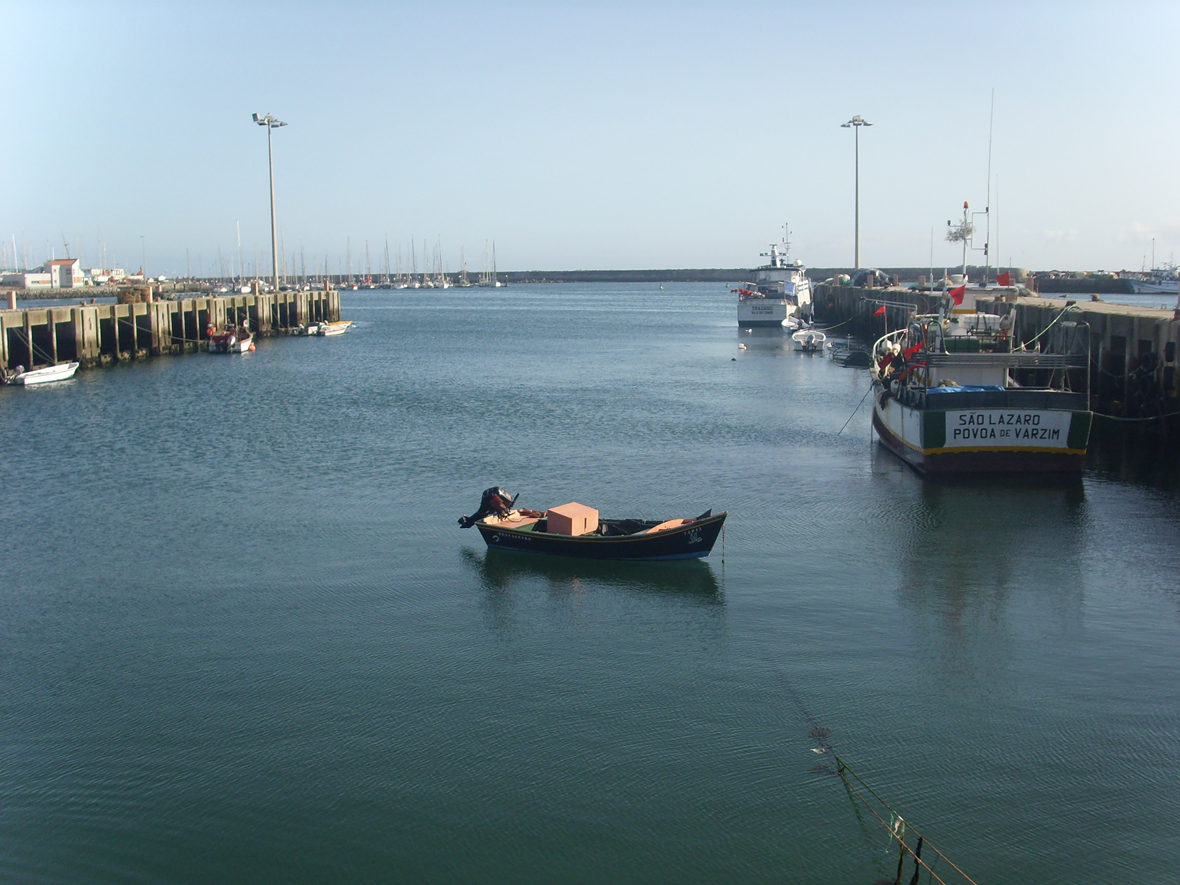
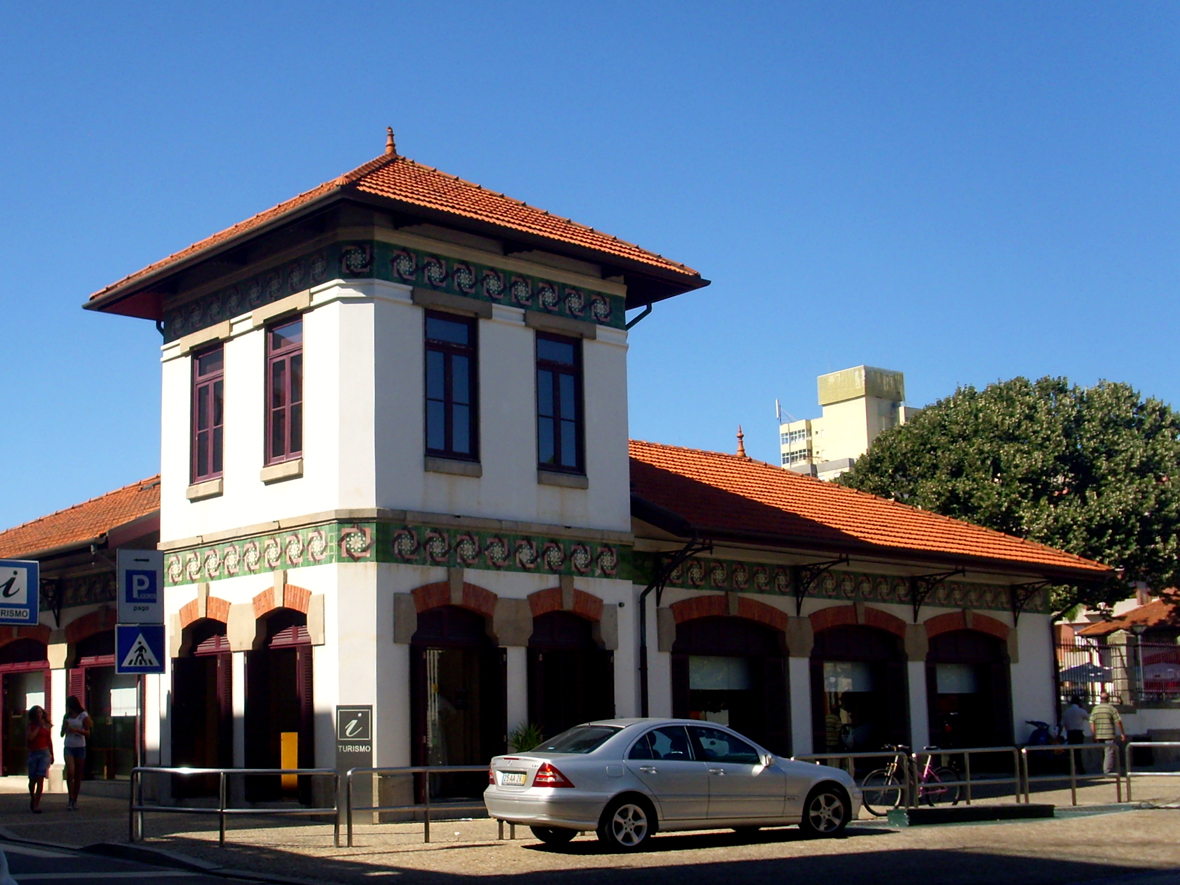
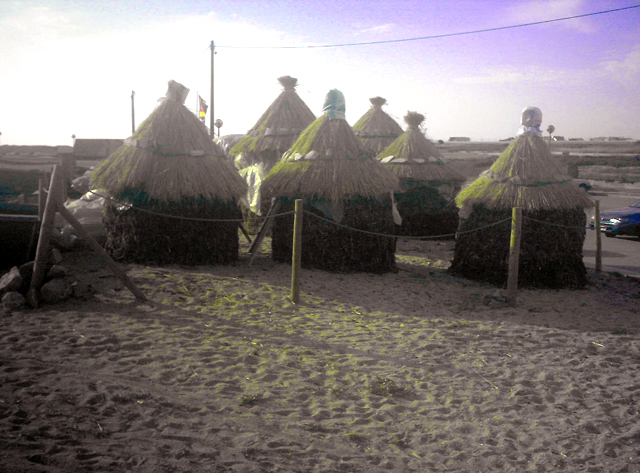
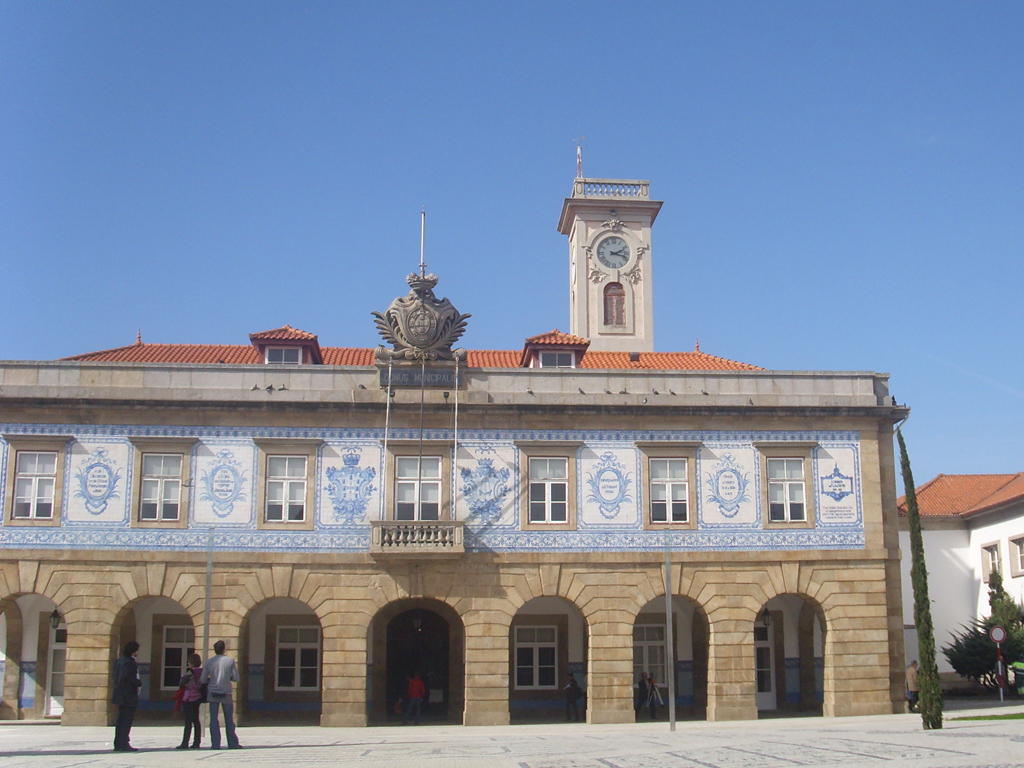
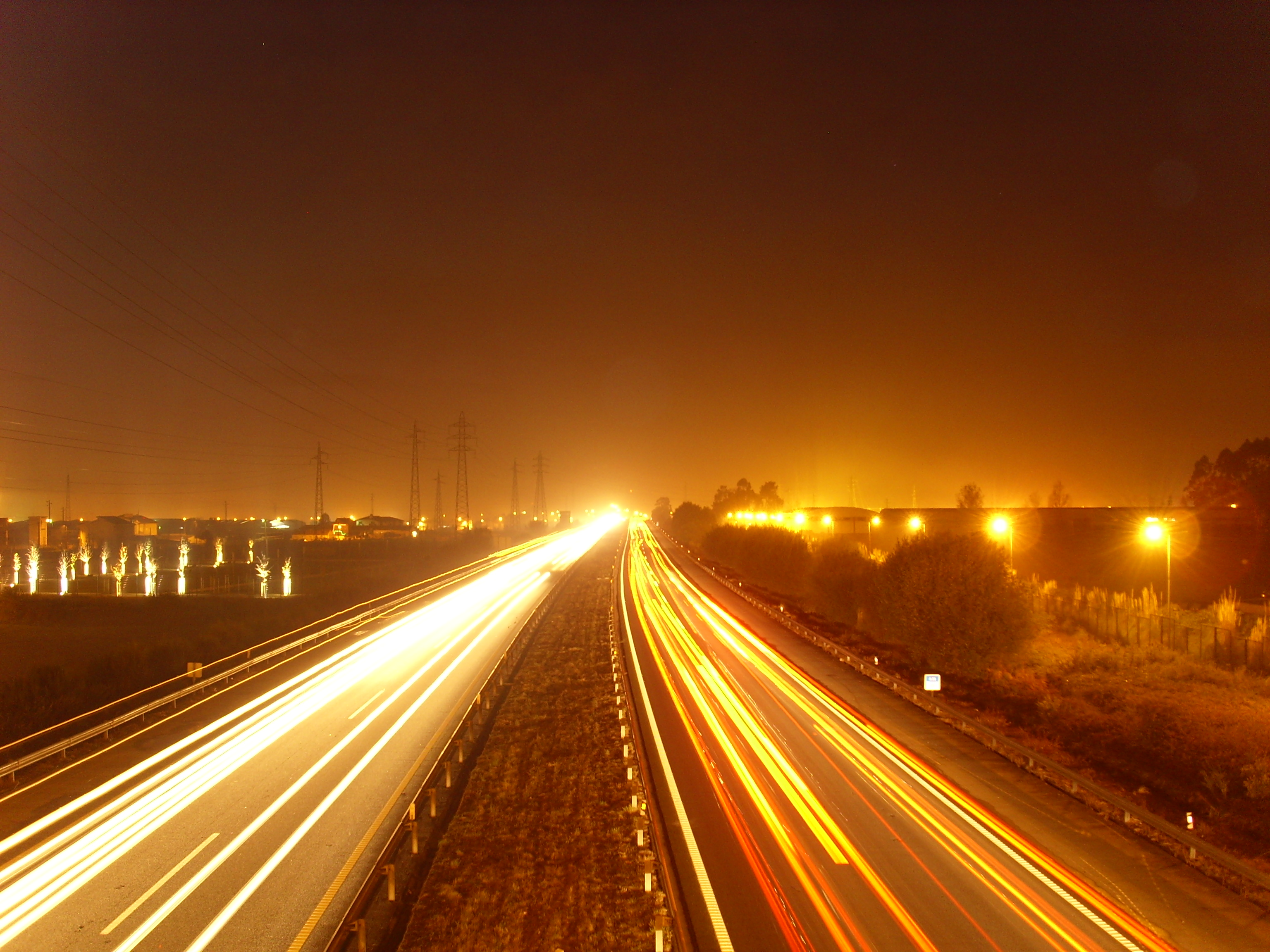
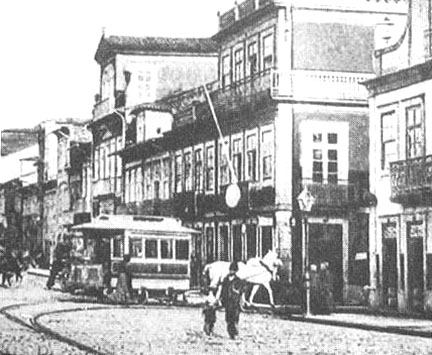
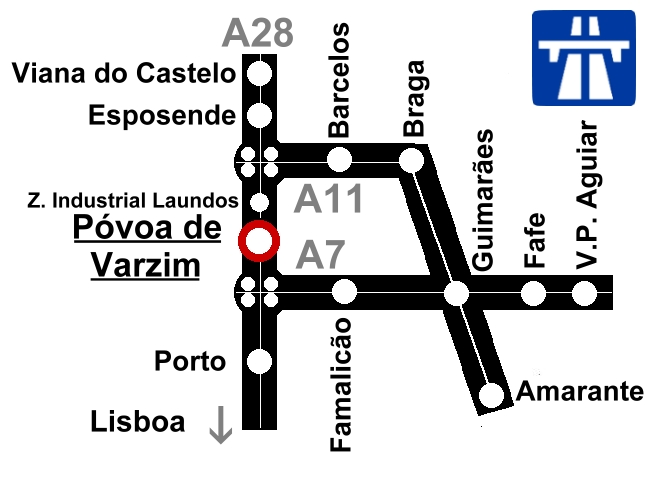
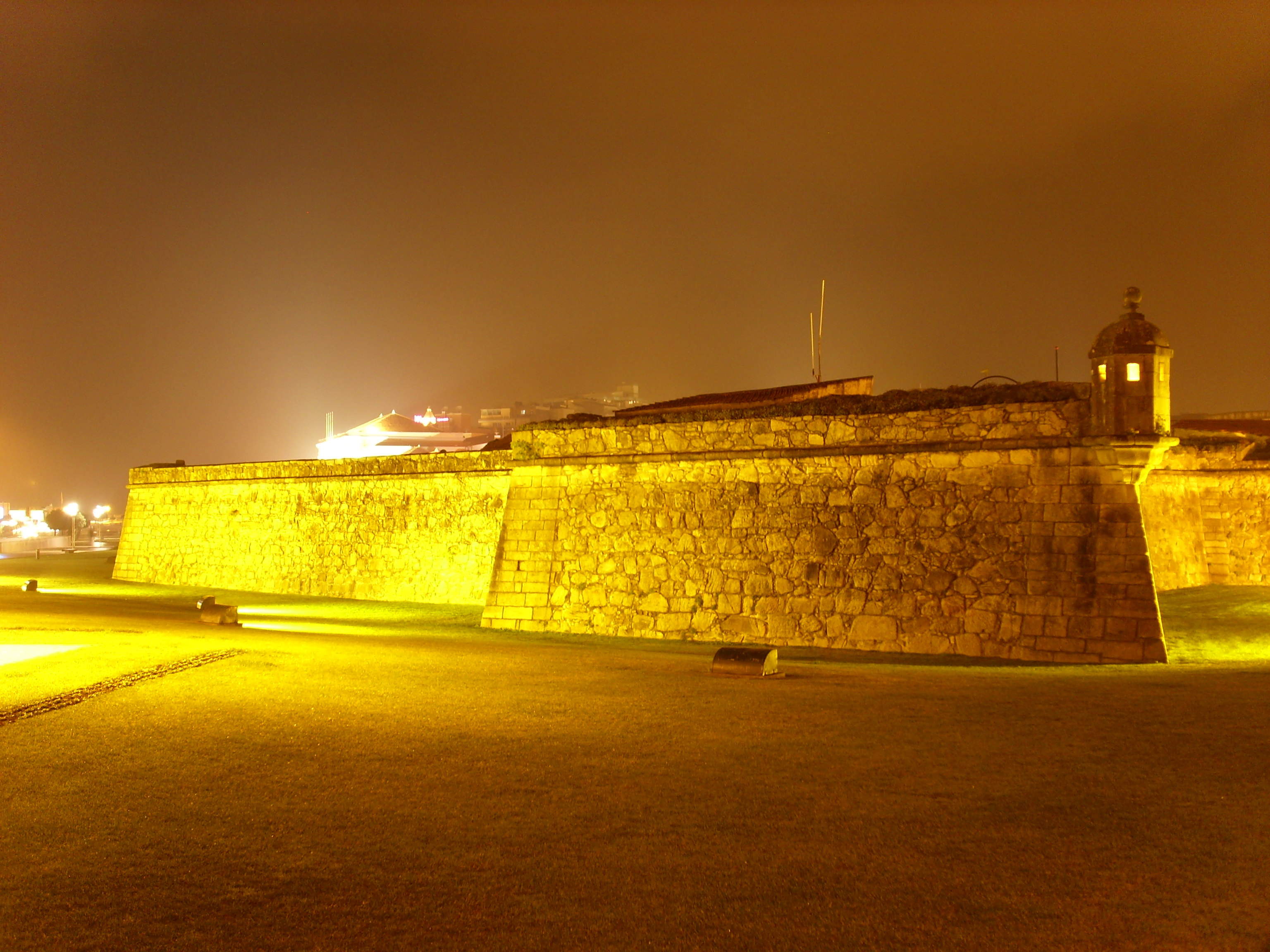
Замок